# Asimov-Kellerbar
Die Asimov-Kellerbar ist eine seit 1988 existierende fiktive Bad Kreuznacher Science-Fiction-Kneipe des Autors und Satirikers Klaus Marion. Neben ihrer  Existenz als Schauplatz von Science-Fiction-Satiren ist sie inzwischen als Webseite, als Buch, als regelmäßige Kolumne und als Gruppe im sozialen Netzwerk Facebook zu finden.

## Namensherkunft
Die Asimov-Kellerbar hat ihren Namen von dem bekannten, 1992 verstorbenen Science-Fiction- und Sachbuchautor Isaac Asimov.

## Vorbilder
Die Asimov-Kellerbar orientiert sich in ihrer Beschreibung und fiktiven Lage an der früheren Bad Kreuznacher Szene-Kneipe Cueva.
Die Idee einer literarischen Science-Fiction-Kneipe ist eine in der angelsächsischen Science-Fiction-Literatur oft verwendete Grundidee, die auch verschiedene bekannte SF-Autoren zu Sammlungen von Geschichten aus fiktiven SF-Kneipen und -Bars inspiriert hat, z. B. Lyon Sprague de Camp oder Arthur C. Clarke. Die Asimov-Kellerbar ist in Deutschland die einzige bekannte fiktive SF-Kneipe.

## Asimov-Kellerbar als Satire

### Erscheinungsort
Die Asimov-Kellerbar ist der Schauplatz von Science-Fiction-Satiren des 1962 geborenen Satirikers Klaus Marion. Die Satiren werden unter dem Titel Geschichten aus der Asimov-Keller-Bar in verschiedenen Science-Fiction-Magazinen veröffentlicht.
1988 erschien die erste Geschichte über die Asimov-Kellerbar in einem Science-Fiction-Fan-Magazin des Autors.
Seit 1991 erscheinen die Satiren auch in der satirischen Rubrik „Zerrspiegel“ in den Andromeda Nachrichten, der vierteljährlichen Publikation des Science Fiction Club Deutschland e.V.
Es sind inzwischen über 60 Satiren erschienen, die teilweise auch als Taschenbücher erhältlich sind.

### Inhalt
Die Satiren nehmen aktuelle Themen im Bereich der Science Fiction und Science-Fiction-Szene aufs Korn und kommentieren sie in Form von fiktiven Berichten des Autors über die Ereignisse in der Asimov-Keller-Bar. Dabei werden neben den fiktiven, immer wieder auftauchenden Charakteren auch real existierende deutsche SF-Autoren und Vertreter der deutschen Science-Fiction-Fan-Szene als fiktive Gäste in der Asimov-Keller-Bar beschrieben. In den Geschichten wiederkehrende Autoren sind z. B. Horst Hoffmann, Achim Mehnert, Michael Nagula oder Arndt Ellmer.
Der fiktive Kneipenwirt Rudolf 'Rudi' Gerstner ist die Figur, mit der im Zwiegespräch viele Themen aus dem Bereich der aktuellen Science-Fiction satirisch ad absurdum geführt werden.
Bestandteil jeder Satire ist auch die beiläufige Erwähnung eines speziellen SF-Drinks, dessen Rezept dann als Einschub in der Satire veröffentlicht wird.

### Figuren
In den Handlungen tauchen regelmäßig wiederkehrende Figuren auf, deren immer ähnliche Handlungsweisen als Running Gag in den Geschichten dient.

#### Rudolf 'Rudi' Gerstner
Er ist der Kneipenwirt der Bar und wird als Thekenphilosoph beschrieben, der zu allen Themen der Science-Fiction-Literatur, dem Verlagswesen sowie der Verhaltensweise des Menschen eine eher zynische Meinung besitzt. Er dient als Gegenpart in den fiktiven Gesprächen mit dem Autor.

#### Frank Aussenstein
Frank Aussenstein (dessen Name in jeder Folge etwas anders geschrieben wird) ist ein ewiger Jungautor, dem niemals der Durchbruch als professioneller Autor gelingt. Er sitzt grundsätzlich in einer hinteren Ecke der Kellerbar und schreibt auf einer alten Olympia-Schreibmaschine. Die Gäste machen sich einen Spaß daraus, in unbeobachteten Momenten Bier in die Schreibmaschine zu schütten.

#### Christian 'Krischan' Holl
Die Figur des Krischan ist dem Grafiker und Science-Fiction-Künstler Christian 'Krischan' Seipp nachempfunden. In den Geschichten verbringt er jeden Abend damit, aufgrund einer verlorenen Wette die Rückwand der Kellerbar mit einem lebensgroßen Flugdrachen zu bemalen. Da ihm im Gegenzug während der Arbeit freie Getränke zugesagt wurden, kam die Arbeit bisher nie zu einem Ende.

#### Klaus N. Frick
Klaus N. Frick ist eine reale Figur, Autor und Chefredakteur der Perry-Rhodan-Heftserie, der nach eigenen Angaben größten SF-Serie der Welt. Sein fiktives Auftreten in der Asimov-Kellerbar dient als Bezugspunkt zur Kritik an der professionellen Verlagsszene. Die Reaktion der Science-Fiction-Fans in der Kneipe sind dabei gegenüber dem Vertreter der professionellen Verlage gespalten.

### Bücher
2012 erschien ein erster Sammelband mit dem Titel Geschichten aus der Asimov-Kellerbar als Taschenbuch. Das Nachwort zum Buch schrieb der Chefredakteur der Perry Rhodan Serie Klaus N. Frick. 2014 erschien der zweite Band „Kein Raumhelm an der Bar - Neues aus der Asimov-Kellerbar“ mit einem Nachwort des früheren Perry-Rhodan-Autors  Horst Hoffmann. Das Buch enthält auch einen Beitrag des amerikanischen SF-Autors John Varley in Form eines fiktiven Vortrags in der Asimov-Kellerbar.

## Als Webseite
Seit 2011 existiert eine fiktive Internetseite der Asimov-Kellerbar, auf der begleitend zu den Satiren auf Aktionen und Veranstaltungen hingewiesen wird.

## Asimov-Kellerbar unterwegs
Mehrfach wurde die fiktive Asimov-Keller-Bar auf Veranstaltungen und Treffen von Science-Fiction-Freunden (sogenannte Cons) als abendlicher Programmpunkt veranstaltet. Dort können dann die Drinks aus den Geschichten der Asimov-Keller-Bar tatsächlich getrunken werden.

## Asimov-Kellerbar in sozialen Netzen
Seit 2010 besteht auf Facebook eine Gruppe Asimov-Keller-Bar, in der die Mitglieder sich regelmäßig über Themen der Science-Fiction-Literatur und ihrer Umsetzung austauschen und diskutieren. Auch hier sind eine große Zahl Deutscher SF-Autoren vertreten.

## Asimov-Kellerbar in der Musik
Seit 2013 existiert ein Song von der Gruppe Die Feuerschnecken über die Asimov-Kellerbar. Er wurde von den Science-Fiction Fans Johannes Unnewehr und Joachim Stahl geschrieben, performed und produziert. Er kann auf Youtube aufgerufen werden und berichtet in satirischer Weise über die Asimov-Kellerbar.